# Tenguella mitsuhashii
Tenguella mitsuhashii är en insektsart som beskrevs av Matsumura 1910. Tenguella mitsuhashii ingår i släktet Tenguella och familjen Dictyopharidae. Inga underarter finns listade i Catalogue of Life.